# Alton (Missouri)
Alton è un comune degli Stati Uniti d'America, situato nello Stato del Missouri, nella contea di Oregon, della quale è il capoluogo.

## Storia
La prima planimetria di Alton fu realizzata nel 1859. La città prese il nome da Alton, Illinois. Un ufficio postale è operativo nella città dal 1860.
Alton è stata costituita come città nel 1929.
Greer Mill è stato inserito nel registro nazionale dei luoghi storici nel 2005.

## Geografia
Alton si trova a 36 ° 41′38 ″ N 91 ° 23′57 ″ O (36.693920, -91.399076). Secondo lo United States Census Bureau, la città ha un'area totale di 1,59 miglia quadrate (4,12 km2), di cui 1,57 miglia quadrate (4,07 km2) è terra e 0,02 miglia quadrate (0,05 km2) è acqua.

## Dati demografici
Censimento del 2010
Secondo il censimento del 2010, c'erano 871 persone, 352 famiglie e 213 famiglie che vivevano nella città. La densità di popolazione era di 554,8 abitanti per miglio quadrato (214,2 / km2). C'erano 406 unità abitative con una densità media di 258,6 per miglio quadrato (99,8 / km2). La composizione razziale della città era 95,64% bianchi, 0,46% neri o afroamericani, 0,69% nativi americani e 3,21% da due o più razze. Le persone ispaniche o latine di qualsiasi razza erano l'1,38% della popolazione.
C'erano 352 famiglie, di cui il 32,7% aveva figli di età inferiore ai 18 anni che convivevano con loro, il 39,8% erano coppie sposate che convivono, il 16,2% aveva una donna capofamiglia senza marito presente, il 4,5% aveva un capofamiglia maschio senza moglie presente, e il 39,5% erano non famiglie. Il 35,5% di tutte le famiglie era composto da individui e il 23% aveva qualcuno che viveva da solo che aveva 65 anni o più. La dimensione media della casa era da 2,34 e la dimensione media della famiglia era 2,99.
L'età media in città era di 39,2 anni. Il 28,7% dei residenti aveva meno di 18 anni; Il 6,3% aveva un'età compresa tra i 18 ei 24 anni; Il 22,2% era compreso tra 25 e 44; Il 16,9% era compreso tra 45 e 64; e il 25,6% aveva 65 anni o più. La composizione di genere della città era il 45,7% maschile e il 54,3% femminile.
Censimento del 2000
Secondo il censimento del 2000, c'erano 668 persone, 321 famiglie e 188 famiglie che vivevano nella città. La densità di popolazione era di 797,2 persone per miglio quadrato (307,0 / km2). C'erano 364 unità abitative con una densità media di 434,4 per miglio quadrato (167,3 / km2). La composizione razziale della città era 97,01% bianchi, 0,30% afroamericani, 1,95% nativi americani e 0,75% da due o più razze. Le persone ispaniche o latine di qualsiasi razza erano lo 0,60% della popolazione.
C'erano 321 famiglie, di cui il 24,0% aveva figli di età inferiore ai 18 anni che convivevano con loro, il 45,2% erano coppie sposate che convivono, l'11,2% aveva una donna senza marito presente e il 41,4% non erano famiglie. Il 38,6% di tutte le famiglie era composto da individui e il 26,8% aveva qualcuno che viveva da solo che aveva 65 anni o più. La dimensione media della casa era da 2,07 e la dimensione media della famiglia era 2,70.
In città, la popolazione era distribuita, con il 20,1% sotto i 18 anni, il 7,3% tra i 18 ei 24 anni, il 23,2% tra i 25 ei 44 anni, il 22,3% tra i 45 ei 64 anni e il 27,1% che aveva 65 anni o più vecchio. L'età media era di 45 anni. Per ogni 100 femmine c'erano 82,5 maschi. Per ogni 100 donne dai 18 anni in su, c'erano 78,6 maschi.
Il reddito medio per una famiglia in città era di $ 16.667 e il reddito medio per una famiglia era di $ 21.667. I maschi avevano un reddito medio di $ 21.184 contro $ 13.929 per le femmine. Il reddito pro capite per la città era di $ 10.071. Circa il 18,0% delle famiglie e il 27,4% della popolazione erano al di sotto della soglia di povertà, di cui il 28,1% di età inferiore ai 18 anni e il 33,6% di quelli di età pari o superiore a 65 anni.